# تپه قالاه کفر (قلعه بالا)
تپه قالاه کفر (قلعه بالا) مربوط به هزاره دوم تا دوران‌های تاریخی پس از اسلام است و در شهرستان خلخال، بخش مرکزی، روستای خوجین واقع شده و این اثر در تاریخ ۱۰ خرداد ۱۳۸۲ با شمارهٔ ثبت ۸۸۸۸ به‌عنوان یکی از آثار ملی ایران به ثبت رسیده است.